# Safet Sušić
Safet Sušić (Zavidovići, 13 april 1955) is een Bosnische voetbalcoach en voormalig voetballer.
Sušić, een dribbelvaardige en aanvallend ingestelde middenvelder die ook als schaduwspits kon ingeschakeld worden, wordt beschouwd als een van de beste Bosnische voetballers aller tijden. Hij stond bekend om zijn techniek, neus voor doelpunten en assists. Hij begon zijn spelerscarrière in de jaren zeventig bij FK Sarajevo. Nadien maakte hij naam als spelverdeler van Paris Saint-Germain. Sušić voetbalde ook meer dan tien jaar voor de nationale ploeg van Joegoslavië, met wie hij deelnam aan het WK 1982, het EK 1984 en het WK 1990. Na zijn spelersloopbaan trainde hij tal van Turkse clubs. In 2009 volgde hij Miroslav Blažević op als bondscoach van Bosnië en Herzegovina. In 2014 werd Sušić ontslagen als bondscoach van Bosnië en Herzegovina.

## Spelerscarrière
Sušić voetbalde in de jeugd voor FK Krivaja, een club uit zijn geboorteplaats Zavidovići. Begin jaren 70 maakte de aanvallende middenvelder, die ook als schaduwspits kon spelen, de overstap naar de Joegoslavische subtopper FK Sarajevo. Daar groeide hij met zijn dribbels en neus voor doelpunten in geen tijd uit tot een vaste waarde. In 1979 werd Sušić verkozen tot Joegoslavisch voetballer van het jaar. In het daaropvolgende seizoen werd Sarajevo vicekampioen en werd hij met 17 doelpunten topschutter.
Na het WK 1982 in Spanje, waar hij met Joegoslavië de groepsfase niet overleefde, kon Sušić rekenen op de interesse van verscheidene Europese clubs. De 27-jarige spelverdeler moest echter nog een jaar wachten op een transfer omdat spelers volgens de Joegoslavische wetgeving 28 jaar moesten zijn om hun land te mogen verlaten.
In januari 1983 verhuisde Sušić naar Paris Saint-Germain, waar hij een ploegmaat werd van onder meer Luis Fernández, Dominique Rocheteau en Kees Kist. Ook in Parijs werd de technisch begaafde Sušić de ster van het elftal. In zijn eerste jaar veroverde hij meteen de Coupe de France. In de met 3-2 gewonnen bekerfinale tegen toenmalig landskampioen FC Nantes scoorde hij ook een doelpunt. Sušić werd na het seizoen 1982/83 meteen verkozen tot beste buitenlander in de Franse competitie.
Doordat Sušić nooit geschorst was en zo goed als nooit een blessure opliep, speelde hij gedurende negen jaar bijna elke wedstrijd voor PSG. Door zijn doelpunten en assists had hij een groot aandeel in de sportieve opmars van de club en groeide hij uit tot een van de beste spelers ooit in de Franse competitie. Op 22 november 1984 speelde de creatieve middenvelder een van zijn opmerkelijkste duels. Sušić leidde PSG toen met vijf assists naar een 7-1 tegen Bastia. In het seizoen 1985/86 veroverde hij met PSG de eerste landstitel uit de geschiedenis van de club.
Een seizoen later mocht PSG voor het eerst deelnemen aan de Europacup I. De Fransen werden echter al in de eerste ronde uitgeschakeld door het bescheiden TJ Vítkovice, terwijl de club in de competitie terugzakte naar de middenmoot. Coach Gérard Houllier legde de schuld voor de slechte prestaties van zijn team bij Sušić, die vanaf dan steeds vaker naast het elftal viel. In 1988 werd Houllier ontslagen en vervangen door Tomislav Ivić. De weliswaar erg verdedigend ingestelde Ivić maakte in zijn team wel plaats voor Sušić, die zo op 33-jarige leeftijd opnieuw het brein van PSG werd. In 1989 sloot PSG terug aan bij de top in Frankrijk en werd de club vicekampioen.
In 1991 zette Sušić een punt achter zijn periode bij PSG. De 36-jarige spelverdeler voetbalde nadien nog een seizoen voor Red Star Paris, dat toen in de tweede afdeling vertoefde.
In 2004 kreeg hij een UEFA Jubilee Award als beste Bosnische voetballer uit de periode 1954-2003. In 2010 werd hij door France Football uitgeroepen tot de beste speler in de geschiedenis van PSG. Twee jaar later riep datzelfde magazine hem ook uit tot beste buitenlander ooit in de Ligue 1.

### Clubstatistieken
| Seizoen | Club                | Competitie | Wed. | Goals |
| ------- | ------------------- | ---------- | ---- | ----- |
| 1973/74 | FK Sarajevo         | Prva Liga  | 10   | 0     |
| 1974/75 | FK Sarajevo         | Prva Liga  | 33   | 11    |
| 1975/76 | FK Sarajevo         | Prva Liga  | 16   | 2     |
| 1976/77 | FK Sarajevo         | Prva Liga  | 28   | 9     |
| 1977/78 | FK Sarajevo         | Prva Liga  | 33   | 8     |
| 1978/79 | FK Sarajevo         | Prva Liga  | 30   | 15    |
| 1979/80 | FK Sarajevo         | Prva Liga  | 34   | 17    |
| 1980/81 | FK Sarajevo         | Prva Liga  | 7    | 2     |
| 1981/82 | FK Sarajevo         | Prva Liga  | 17   | 11    |
| 1982/83 | FK Sarajevo         | Prva Liga  | 13   | 9     |
| 1982/83 | Paris Saint-Germain | Division 1 | 18   | 8     |
| 1983/84 | Paris Saint-Germain | Division 1 | 38   | 8     |
| 1984/85 | Paris Saint-Germain | Division 1 | 34   | 10    |
| 1985/86 | Paris Saint-Germain | Division 1 | 37   | 10    |
| 1986/87 | Paris Saint-Germain | Division 1 | 29   | 3     |
| 1987/88 | Paris Saint-Germain | Division 1 | 24   | 3     |
| 1988/89 | Paris Saint-Germain | Division 1 | 34   | 7     |
| 1989/90 | Paris Saint-Germain | Division 1 | 36   | 7     |
| 1990/91 | Paris Saint-Germain | Division 1 | 37   | 10    |
| 1991/92 | Red Star            | Division 2 | 17   | 3     |
| TOTAAL  | TOTAAL              | TOTAAL     | 525  | 153   |

## Nationale ploeg
Op 5 oktober 1977 maakte Sušić zijn debuut voor de nationale ploeg van Joegoslavië. Hij scoorde toen meteen twee keer tegen Hongarije, dat het duel uiteindelijk met 4-3 won.
Sušić scoorde drie keer een hattrick tijdens zijn interlandcarrière. Op 13 november 1977 scoorde hij tegen Roemenië zijn eerste hattrick. Joegoslavië won de memorabele wedstrijd met 4-6. Op 13 juni 1979 speelde Joegoslavië een vriendschappelijk duel tegen Italië. De Joegoslaven wonnen met 4-1 na opnieuw een hattrick van Sušić. Zijn laatste hattrick scoorde hij op 16 september 1979, in een duel tegen toenmalig wereldkampioen Argentinië. Joegoslavië won uiteindelijk met 4-2.
In 1982 wist Joegoslavië zich opnieuw voor de eindfase van een groot toernooi te plaatsen. Het land nam dat jaar deel aan het WK in Spanje. Sušić kwam op het WK elke wedstrijd in actie, maar kon niet voorkomen dat zijn land de groepsfase niet overleefde. Joegoslavië werd derde in Groep 5, na Noord-Ierland en gastland Spanje.
In 1984 nam Sušić met Joegoslavië ook deel aan het EK in Frankrijk. Hij was op dat ogenblik de enige speler uit de selectie die bij een buitenlandse club onder contract stond. Het werd een teleurstellend toernooi voor Joegoslavië, dat in de groepsfase geen enkel duel wist te winnen. Sušić en zijn ploegmaats werden laatste in de groep van België, Denemarken en gastland Frankrijk.
Nadien viel de inmiddels 30-jarige Sušić uit de gratie van de nationale ploeg. Twee jaar lang kwam hij niet meer in actie voor zijn land, terwijl hij op clubniveau hoge toppen scheerde en voor het eerst kampioen werd. In 1988 maakte de creatieve middenvelder een comeback bij de nationale ploeg. De ervaren spelverdeler loodste zijn land naar het WK 1990 in Italië. Sušić was met zijn 35 jaar een van de oudste spelers op het toernooi. Desondanks kwam hij in de groepsfase in elk duel in actie. De eerste wedstrijd verloor Joegoslavië met 4-1 van Duitsland en werd Sušić na minder dan een uur spelen vervangen. In de twee overige duels, tegen Colombia en Verenigde Arabische Emiraten, trok Joegoslavië telkens aan het langste eind en speelde hij de volle 90 minuten. In het met 4-1 gewonnen duel tegen de Verenigde Arabische Emiraten opende hij al na 4 minuten de score. In de volgende ronde werd Spanje na verlengingen uitgeschakeld (2-1). In de kwartfinale volgde de latere verliezend WK-finalist Argentinië van aanvoerder Diego Maradona. Joegoslavië verloor het duel na strafschoppen.
Sušić kwam in totaal 54 keer in actie voor Joegoslavië en was goed voor 21 interlanddoelpunten.

## Trainerscarrière
Ook na zijn spelerscarrière bleef Sušić in Frankrijk. In 1994 begon hij bij AS Cannes aan zijn loopbaan als voetbalcoach. Hij volgde er zijn vroegere ploegmaat Luis Fernández op en kreeg er de leiding over talentvolle spelers als Johan Micoud en Patrick Vieira. Cannes sloot het seizoen 1994/95 af op de negende plaats. In september 1995 werd Sušić ontslagen. Een maand later nam Guy Lacombe het roer over.
In september 1996 volgde hij Herbert Neumann op als hoofdcoach van het Turkse Istanbulspor. Onder zijn leiding bereikte de club in 1997 de halve finale van de UEFA Intertoto Cup. In de Turkse competitie eindigde Istanbulspor dat jaar op de zesde plaats. Een jaar later deed de traditierijke club nog beter met een vierde plaats. Daardoor mocht het team van Sušić in het seizoen 1998/99 voor het eerst Europees spelen. Istanbulspor werd in de UEFA Cup meteen uitgeschakeld door het Roemeense Arges Pitesti. In december 1998 werd de Bosniër opgevolgd door zijn vroegere assistent Ziya Doğan.
In 2001 was hij even aan de slag bij het Saoedi-Arabische Al-Hilal, waar hij vicekampioen werd, maar al snel werd opgevolgd door de Portugees Artur Jorge. Pas drie jaar later zou Sušić opnieuw in Turkije gaan werken. In het seizoen 2004/05 was hij enkele maanden actief bij Konyaspor, nadien nam hij Ankaragücü onder zijn hoede. In zowel 2006 als 2008 was hij als coach werkzaam bij Çaykur Rizespor. Vervolgens keerde hij terug naar Ankaragücü.

### Bosnië en Herzegovina
Op 28 december 2009 werd hij benoemd als bondscoach van Bosnië en Herzegovina. De 54-jarige Sušić volgde Miroslav Blažević op. Onder zijn leiding nam het land deel aan de kwalificatiecampagne voor het EK 2012. Toen Bosnië en Herzegovina met 2-0 verloor in een belangrijk kwalificatieduel tegen Frankrijk, werd Sušić bekritiseerd door de Bosnische pers. Desondanks behield hij zijn positie als bondscoach. Hij loodste zijn land vervolgens naar de play-offs van de kwalificatiecampagne. Daarin speelde Bosnië en Herzegovina in de heenwedstrijd 0-0 gelijk tegen Portugal. In de terugwedstrijd verloor het team van Sušić met zware cijfers: 6-1.
Van augustus 2012 tot augustus 2013 won Bosnië en Herzegovina negen wedstrijden op rij. Het team van Sušić steeg daardoor naar de dertiende plaats op de FIFA-wereldranglijst, de hoogste positie ooit voor het land. Op 15 oktober 2013 plaatste Bosnië en Herzegovina zich voor het WK 2014 in Brazilië. In de afsluitende groepswedstrijd won Sušić' ploeg in en van Litouwen met 1-0 door een doelpunt van Vedad Ibišević. Het was de eerste maal dat het land zich wist te kwalificeren voor een groot toernooi. Bij de loting op 6 december 2013 werd Bosnië ingedeeld in groep F, samen met Argentinië, Iran en Nigeria.
Na een 3-0 nederlaag van Bosnië en Herzegovina tegen Israël op 16 november 2014 besloot de voetbalbond van Bosnië en Herzegovina Sušić te ontslaan als bondscoach. De ploeg van Bosnië en Herzegovina behaalde twee punten uit de eerste vier wedstrijden van de EK-kwalificatie cyclus onder leiding van de Bosniak.
| Interlands Bosnië en Herzegovina onder leiding van Safet Sušić | Interlands Bosnië en Herzegovina onder leiding van Safet Sušić | Interlands Bosnië en Herzegovina onder leiding van Safet Sušić | Interlands Bosnië en Herzegovina onder leiding van Safet Sušić | Interlands Bosnië en Herzegovina onder leiding van Safet Sušić | Interlands Bosnië en Herzegovina onder leiding van Safet Sušić |
| №                                                              | Datum                                                          | Wedstrijd                                                      | Uitslag                                                        | Competitie                                                     |                                                                |
| -------------------------------------------------------------- | -------------------------------------------------------------- | -------------------------------------------------------------- | -------------------------------------------------------------- | -------------------------------------------------------------- | -------------------------------------------------------------- |
| 1                                                              | 03.03.2010                                                     | Bosnië en Her. − Ghana                                         | 2 − 1                                                          | Vriendschappelijk                                              |                                                                |
| 2                                                              | 29.05.2010                                                     | Zweden − Bosnië en Herz.                                       | 4 − 2                                                          | Vriendschappelijk                                              |                                                                |
| 3                                                              | 03.06.2010                                                     | Duitsland − Bosnië en Herz.                                    | 3 − 1                                                          | Vriendschappelijk                                              |                                                                |
| 4                                                              | 10.08.2010                                                     | Bosnië en Her. − Qatar                                         | 1 − 1                                                          | Vriendschappelijk                                              |                                                                |
| 5                                                              | 03.09.2010                                                     | Luxemburg − Bosnië en Herz.                                    | 0 − 3                                                          | EK-kwalificatie                                                |                                                                |
| 6                                                              | 07.09.2010                                                     | Bosnië en Her. − Frankrijk                                     | 0 − 2                                                          | EK-kwalificatie                                                |                                                                |
| 7                                                              | 08.10.2010                                                     | Albanië − Bosnië en Herz.                                      | 1 − 1                                                          | EK-kwalificatie                                                |                                                                |
| 8                                                              | 17.11.2010                                                     | Slowakije − Bosnië en Herz.                                    | 2 − 3                                                          | Vriendschappelijk                                              |                                                                |
| 9                                                              | 10.12.2010                                                     | Bosnië en Her. − Polen                                         | 2 − 2                                                          | Vriendschappelijk                                              |                                                                |
| 10                                                             | 09.02.2011                                                     | Mexico − Bosnië en Herz.                                       | 2 − 0                                                          | Vriendschappelijk                                              |                                                                |
| 11                                                             | 26.03.2011                                                     | Bosnië en Her. − Roemenië                                      | 2 − 1                                                          | EK-kwalificatie                                                |                                                                |
| 12                                                             | 03.06.2011                                                     | Roemenië − Bosnië en Herz.                                     | 3 − 0                                                          | EK-kwalificatie                                                |                                                                |
| 13                                                             | 07.06.2011                                                     | Bosnië en Her. − Albanië                                       | 2 − 0                                                          | EK-kwalificatie                                                |                                                                |
| 14                                                             | 10.08.2011                                                     | Bosnië en Her. − Griekenland                                   | 0 − 0                                                          | Vriendschappelijk                                              |                                                                |
| 15                                                             | 02.09.2011                                                     | Wit-Rusland − Bosnië en Herz.                                  | 0 − 2                                                          | EK-kwalificatie                                                |                                                                |
| 16                                                             | 06.09.2011                                                     | Bosnië en Her. − Wit-Rusland                                   | 1 − 0                                                          | EK-kwalificatie                                                |                                                                |
| 17                                                             | 07.10.2011                                                     | Bosnië en Her. − Luxemburg                                     | 5 − 0                                                          | EK-kwalificatie                                                |                                                                |
| 18                                                             | 11.10.2011                                                     | Frankrijk − Bosnië en Herz.                                    | 1 − 1                                                          | EK-kwalificatie                                                |                                                                |
| 19                                                             | 11.11.2011                                                     | Bosnië en Her. − Portugal                                      | 0 − 0                                                          | EK-kwalificatie                                                |                                                                |
| 20                                                             | 15.11.2011                                                     | Portugal − Bosnië en Herz.                                     | 6 − 2                                                          | EK-kwalificatie                                                |                                                                |
| 21                                                             | 28.02.2012                                                     | Brazilië − Bosnië en Herz.                                     | 2 − 1                                                          | Vriendschappelijk                                              |                                                                |
| 22                                                             | 26.05.2012                                                     | Ierland − Bosnië en Herz.                                      | 1 − 0                                                          | Vriendschappelijk                                              |                                                                |
| 23                                                             | 31.05.2012                                                     | Mexico − Bosnië en Herz.                                       | 2 − 1                                                          | Vriendschappelijk                                              |                                                                |
| 24                                                             | 15.08.2012                                                     | Wales − Bosnië en Herz.                                        | 0 − 2                                                          | Vriendschappelijk                                              |                                                                |
| 25                                                             | 07.09.2012                                                     | Liechtenstein − Bosnië en Herz.                                | 1 − 8                                                          | WK-kwalificatie                                                |                                                                |
| 26                                                             | 11.09.2012                                                     | Bosnië en Her. − Letland                                       | 4 − 1                                                          | WK-kwalificatie                                                |                                                                |
| 27                                                             | 12.10.2012                                                     | Griekenland − Bosnië en Herz.                                  | 0 − 0                                                          | WK-kwalificatie                                                |                                                                |
| 28                                                             | 16.10.2012                                                     | Bosnië en Her. − Litouwen                                      | 3 − 0                                                          | WK-kwalificatie                                                |                                                                |
| 29                                                             | 14.11.2012                                                     | Algerije − Bosnië en Herz.                                     | 0 − 1                                                          | Vriendschappelijk                                              |                                                                |
| 30                                                             | 06.02.2013                                                     | Slovenië − Bosnië en Herz.                                     | 0 − 3                                                          | Vriendschappelijk                                              |                                                                |
| 31                                                             | 22.03.2013                                                     | Bosnië en Her. − Griekenland                                   | 3 − 1                                                          | WK-kwalificatie                                                |                                                                |
| 32                                                             | 07.06.2013                                                     | Letland − Bosnië en Herz.                                      | 0 − 5                                                          | WK-kwalificatie                                                |                                                                |
| 33                                                             | 14.08.2013                                                     | Bosnië en Her. − Verenigde Staten                              | 3 − 4                                                          | Vriendschappelijk                                              |                                                                |
| 34                                                             | 06.09.2013                                                     | Bosnië en Her. − Slowakije                                     | 0 − 1                                                          | WK-kwalificatie                                                |                                                                |
| 35                                                             | 10.09.2013                                                     | Slowakije − Bosnië en Herz.                                    | 1 − 2                                                          | WK-kwalificatie                                                |                                                                |
| 36                                                             | 11.10.2013                                                     | Bosnië en Her. − Liechtenstein                                 | 4 − 1                                                          | WK-kwalificatie                                                |                                                                |
| 37                                                             | 15.10.2013                                                     | Litouwen − Bosnië en Herz.                                     | 0 − 1                                                          | WK-kwalificatie                                                |                                                                |
| 38                                                             | 18.11.2013                                                     | Argentinië − Bosnië en Herz.                                   | 2 − 0                                                          | Vriendschappelijk                                              |                                                                |
| 39                                                             | 05.03.2014                                                     | Egypte − Bosnië en Herz.                                       | 2 − 0                                                          | Vriendschappelijk                                              |                                                                |
| 40                                                             | 30.05.2014                                                     | Ivoorkust − Bosnië en Herz.                                    | 1 − 2                                                          | Vriendschappelijk                                              |                                                                |
| 41                                                             | 03.06.2014                                                     | Mexico − Bosnië en Herz.                                       | 0 − 1                                                          | Vriendschappelijk                                              |                                                                |
| 42                                                             | 15.06.2014                                                     | Argentinië − Bosnië en Herz.                                   | 2 − 1                                                          | WK-eindronde                                                   |                                                                |
| 43                                                             | 21.06.2014                                                     | Nigeria − Bosnië en Herz.                                      | 1 − 0                                                          | WK-eindronde                                                   |                                                                |
| 44                                                             | 25.06.2014                                                     | Iran − Bosnië en Herz.                                         | 1 − 3                                                          | WK-eindronde                                                   |                                                                |
| 45                                                             | 04.09.2014                                                     | Bosnië en Her. − Liechtenstein                                 | 3 − 0                                                          | Vriendschappelijk                                              |                                                                |
| 46                                                             | 09.09.2014                                                     | Bosnië en Her. − Cyprus                                        | 1 − 2                                                          | EK-kwalificatie                                                |                                                                |
| 47                                                             | 10.10.2014                                                     | Wales − Bosnië en Herz.                                        | 0 − 0                                                          | EK-kwalificatie                                                |                                                                |
| 48                                                             | 13.10.2014                                                     | Bosnië en Her. − België                                        | 1 − 1                                                          | EK-kwalificatie                                                |                                                                |
| 49                                                             | 16.11.2014                                                     | Israël − Bosnië en Herz.                                       | 3 − 0                                                          | EK-kwalificatie                                                |                                                                |

## Erelijst

### Als speler
FK Sarajevo
- Joegoslavisch topschutter (1): 1980

Paris Saint-Germain
- Division 1 (1): 1986
- Coupe de France (1): 1983
- Beste buitenlandse speler in de Franse competitie (1): 1983

## Trivia
- Safet Sušić is de broer van oud-voetballer Sead Sušić.
- Hij is tevens de oom van de Bosnisch-Belgische voetballer Tino-Sven Sušić.